# Oudis
Les Oudis (appelés aussi Oudines ou Outis) forment un peuple du Caucase vivant principalement en Azerbaïdjan mais aussi en Russie (au Daghestan), en Géorgie et en Arménie. Leur langue est une des langues caucasiennes de la branche nord-est.

## Histoire
Les Oudis sont parfois considérés comme étant les descendants des Albaniens.

## Culture

### Langue
Le recensement de 1999 en Azerbaïdjan indique, pour ce seul pays, qu'à cette date la quasi-totalité des Oudis connaissaient et pratiquaient la langue oudine. En outre, 49,4 % connaissaient la langue azérie et 68,3 % la langue russe.

### Religion
Les Oudis sont très majoritairement chrétiens, attachés autrefois au catholicossat d'Albanie intégrés à l'Église apostolique arménienne, mais aujourd'hui indépendant de celle-ci.
Ils habitent principalement dans le village azerbaïdjanais de Nidj, dans le district de Qabala et d’Oguz.
Le 26 mai 2003, une entité religieuse a été mise en place et enregistrée officiellement sous le nom de « Communauté chrétienne oudine albanienne de la République d'Azerbaïdjan ».